# Skyline Sports Complex
Le Skyline Sports Complex est un stade omnisports américain, principalement utilisé pour le soccer, situé sur l'île de City Island à Harrisburg, la capitale de la Pennsylvanie.
Le stade, doté de 4 000 places et inauguré en 1987, servait d'enceinte à domicile à l'équipe de soccer des City Islanders de Harrisburg, et à l'équipe de football américain des Piranha de Central Penn.

## Histoire
Le stade, adjacent au FNB Field, est construit en 1987 sur l'île de City Island, située sur le fleuve Susquehanna.
Le stade subit des rénovations en 2008 (dirigées par le maire Stephen R. Reed et effectuées par la City of Harrisburg's Department of Parks and Recreation), où le terrain de jeu est changé en préparation de la saison 2009 des City Islanders de Harrisburg.